# ناندای، فوکوشیما
ناندای، فوکوشیما (به لاتین: Bandai, Fukushima) یک منطقهٔ مسکونی در ژاپن است که در استان فوکوشیما واقع شده‌است. ناندای ۵۹٫۵۶ کیلومترمربع مساحت و ۳٬۵۹۹ نفر جمعیت دارد.